# Abgestutzte Klaffmuschel

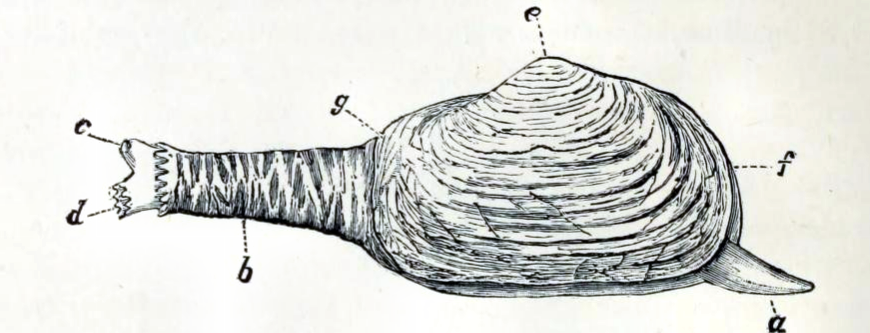
Die beiden Siphonen sind von einer Periostracumhülle umschlossen

Die Abgestutzte Klaffmuschel (Mya truncata) ist eine Muschelart aus der Ordnung der Myida. Ihr Hauptverbreitungsgebiet sind die arktischen Gewässer.

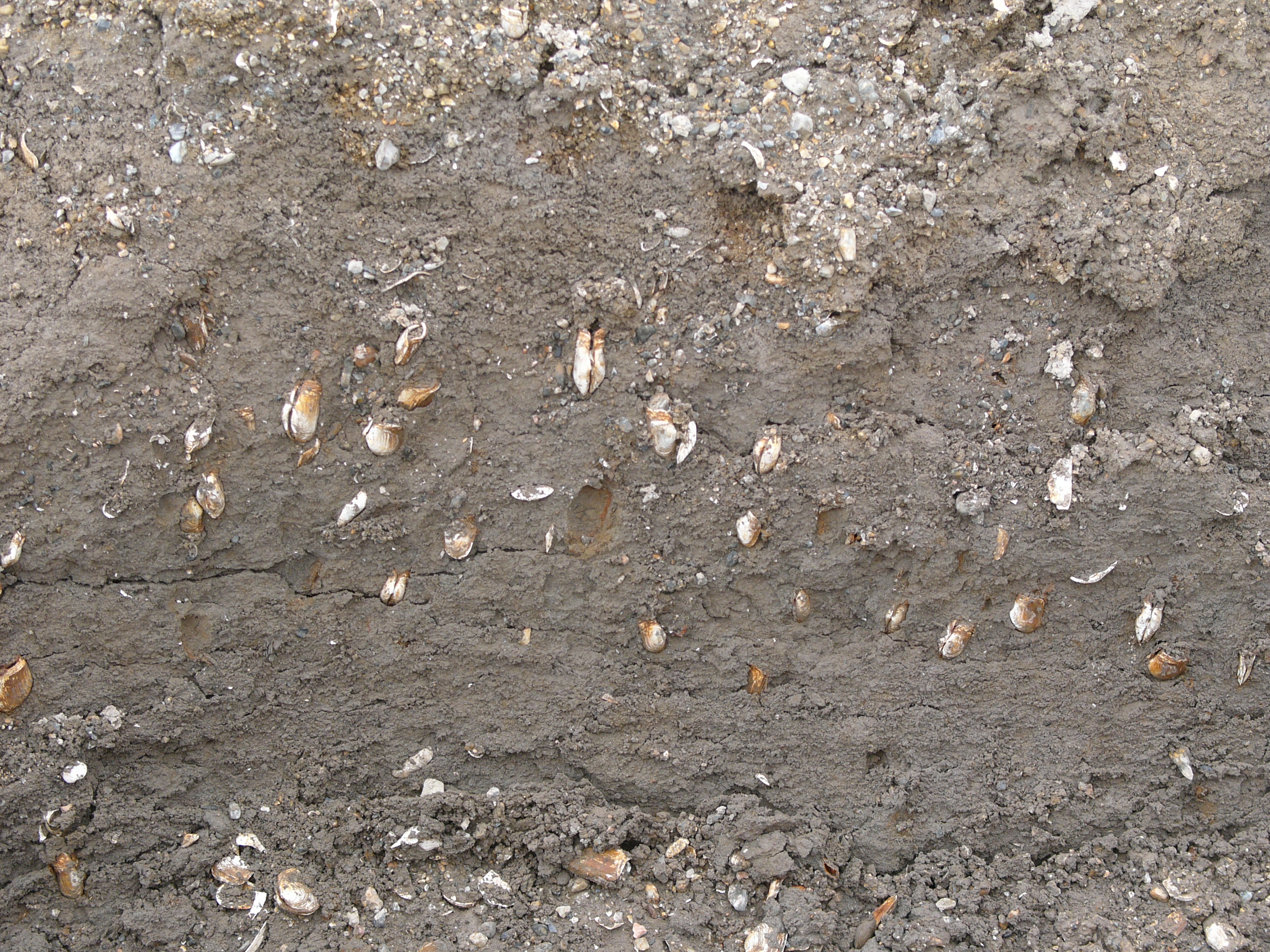
In Lebendstellung in einem subrezenten Küstensediment in Spitzbergen

## Merkmale
Das leicht ungleichklappige Gehäuse der Abgestutzten Klaffmuschel ist länglich-eiförmig mit einem fast gerade abgeschnittenen Hinterende. Dagegen ist das Vorderende gut gerundet. Der Ventralrand verläuft fast gerade. Es wird bis knapp 8 cm lang und klafft am hinteren Ende. Die annähernd orthogyren Wirbel sitzen hinter der Mittellinie (bezogen auf die Gehäuselänge). Das Ligament befindet sich innen und außen. Zur Befestigung des Ligaments innen ist in der linken Klappe unterhalb des Wirbels ein löffelförmiger Fortsatz (Ligamentlöffel, Chondrophor) entwickelt, der seine Entsprechung in einer Grube (Resilifer) auf der rechter Klappe unterhalb des Wirbels hat. Ansonsten sind keine Zähne am Schlossrand entwickelt. Die rechte Klappe ist geringfügig größer und etwas stärker gewölbt als die linke Klappe. Die Siphonen können auf die doppelte Gehäuselänge ausgestreckt werden; sie können aber auch noch ganz in das Gehäuse zurückgezogen werden. Die Mantelbucht ist tief und breit.
Die weißliche Schale ist fest. Die Oberfläche ist mit konzentrischen Anwachsstreifen bedeckt. Gelegentlich kommen auch feine radiale Linien vor. Das dauerhafte organische Periostracum ist gelblich bis dunkelbraun. Der innere Gehäuserand ist glatt.

## Geographische Verbreitung, Lebensraum und Lebensweise
Das Verbreitungsgebiet der Art ist überwiegend auf die arktischen Gewässer von Nordatlantik und Nordpazifik beschränkt. Im Süden kommt sie bis in die Biskaya und die Nordsee (einschließlich der westlichen Ostsee) vor. In der Nord- und Ostsee ist sie eine verhältnismäßig seltene Art, die maximale Besiedelungsdichten von 1 Individuum pro m2 erreicht. In arktischen Gewässern kommen dagegen Besiedelungsdichten von bis zu 100 Individuen pro m2 vor. Im Wattenmeer der südlichen Nordsee kommt die Abgestutzte Klaffmuschel zusammen mit der Sandklaffmuschel (Mya arenaria) im Gezeitenbereich vor. Sie geht jedoch im Gegensatz zur Sandklaffmuschel bis in 70 m Tiefe. In der Ostsee lebt sie in etwa 10 bis 30 m Tiefe. Die Tiere leben eingegraben im sandig-siltigen Sediment (bis etwa 15 cm). Sie ist eine ausgesprochene Kaltwasserform, die zwar auch die etwas höheren Temperaturen von Biskaya, Nord- und Ostsee toleriert. Sie laicht jedoch in diesen Gebieten im Winter ab, bei Wassertemperaturen wie sie z. B. in Grönland im Sommer herrschen. In manchen Jahren fällt der Reproduktionszyklus ganz aus. Dies könnte an den in den letzten Jahrzehnten gestiegenen Wassertemperaturen der Nordsee während der Wintermonate liegen. Sie wird bis 8 Jahre alt. Die Muschel ist die Hauptnahrung des Walross (Odobenus rosmarus).

## Taxonomie
Das Taxon wurde bereits von Carl von Linné 1758 aufgestellt. Es ist die Typusart der Gattung Mya Linnaeus, 1758.

## Belege

### Online
- Marine Bivalve Shells of the British Isles: Mya truncata Linnaeus, 1758 (Website des National Museum Wales, Department of Natural Sciences, Cardiff)